# Tjintulovo
Tjintulovo (bulgariska: Чинтулово) är ett distrikt i Bulgarien.   Det ligger i kommunen Obsjtina Sliven och regionen Sliven, i den centrala delen av landet, 240 km öster om huvudstaden Sofia.
Trakten runt Tjintulovo består till största delen av jordbruksmark. Runt Tjintulovo är det ganska tätbefolkat, med 96 invånare per kvadratkilometer.